# Бродище (платформа)
Броди́ще (бел. Брадзі́шча) — остановочный пункт электропоездов в Осиповичском районе (Могилёвская область, Белоруссия).
Расположен между станциями Осиповичи III и Татарка (отрезок Осиповичи — Жлобин железнодорожной линии Минск — Гомель). 
Примерное время в пути со всеми остановками от ст. Минск-Пассажирский — 2 ч. 30 мин.; от ст. Осиповичи I — 11 мин., от ст. Жлобин — 2 ч. 15 мин.
Ближайший населённый пункт — одноимённая деревня (расположена примерно в 1,5 км к югу от остановочного пункта).
Билетная касса в здании платформы отсутствует; билет на проезд можно оплатить у кассиров (электропоезда на данном участке сопровождаются кассирами) или приобрести онлайн.